# Roberto Marmugi
Roberto Marmugi (Empoli, 7 settembre 1921 – Roma, 29 ottobre 1972) è stato un politico, partigiano e sindacalista italiano.

## Biografia
Si trovava in servizio militare in Corsica al momento dell'armistizio. Inquadrato nella Divisione “Cremona”, prese parte, nell'isola, ai combattimenti contro i tedeschi. Tornato sul Continente, Marmugi nel 1944 continuò, col Gruppo di combattimento, la lotta contro i nazisti e i loro affiancatori repubblichini.
Iscritto al Partito Comunista d'Italia dal 1943, dopo la Liberazione Roberto Marmugi svolse un'intensa attività politica e sindacale in Toscana, imponendosi come uno dei più attivi dirigenti del movimento operaio fiorentino.
Nel 1951 fu condannato a 10 mesi di reclusione, per essersi opposto alla decisione del Governo Scelba di requisire la locale Casa del popolo.
Marmugi, eletto consigliere comunale di Firenze nel 1962, fu per due anni anche capogruppo comunista in Consiglio.
Dal 1962 al 1968 è stato segretario della Federazione comunista di Firenze e al X Congresso del Partito Comunista Italiano entrò nel Comitato Centrale, del quale fece parte dal 1962 al 1969 e dal marzo 1972 fino alla sua scomparsa. Dal febbraio 1969 al marzo 1972 fu membro della Commissione Centrale di Controllo. Ricoprì anche l'incarico di responsabile della Commissione di amministrazione del partito nazionale.
Deputato del Partito Comunista Italiano alla Camera nel 1968 nella V legislatura, fu rieletto nella VI nel 1972. Morirà pochi mesi dopo l'inizio del secondo mandato, sostituito da Bruno Niccoli.